# ادیت پرینی-وکینگر
ادیت پرینی-وکینگر (مجاری: Edit Perényi-Weckinger; ۵ مهٔ ۱۹۲۳ – ۱ فوریهٔ ۲۰۱۹) ژیمناست هنری اهل مجارستان بود.